# Сандсвилл (тауншип, Миннесота)
Сандсвилл (англ. Sandsville) — тауншип в округе Полк, Миннесота, США. На 2000 год его население составило 58 человек.

## География
По данным Бюро переписи населения США площадь тауншипа составляет 69,9 км², из которых 69,9 км² занимает суша, водоёмов нет.

## Демография
По данным переписи населения 2000 года здесь находились 58 человек, 25 домохозяйств и 18 семей. Плотность населения —  0,8 чел./км². На территории тауншипа расположено 29 построек со средней плотностью 0,4 построек на один квадратный километр. Расовый состав населения: 100,00 % белых.
Из 25 домохозяйств в 24,0 % воспитывались дети до 18 лет, в 68,0 % проживали супружеские пары, в 4,0 % проживали незамужние женщины и в 28,0 % домохозяйств проживали несемейные люди. 24,0 % домохозяйств состояли из одного человека, при том 12,0 % из — одиноких пожилых людей старше 65 лет. Средний размер домохозяйства — 2,32, а семьи — 2,72 человека.
24,1 % населения — младше 18 лет, 5,2 % — в возрасте от 18 до 24 лет, 36,2 % — от 25 до 44, 17,2 % — от 45 до 64, и 17,2 % — старше 65 лет. Средний возраст — 38 лет. На каждые 100 женщин приходилось 132,0 мужчин. На каждые 100 женщин старше 18 приходилось 120,0 мужчин.
Средний годовой доход домохозяйства составлял 59 375 долларов, а средний годовой доход семьи —  68 125 долларов. Средний доход мужчин —  31 875  долларов, в то время как у женщин — 21 250. Доход на душу населения составил 22 240 долларов. За чертой бедности не находились ни одна семья и ни один человек.